# BRIT Awards/British Female Solo Artist
Der BRIT Award for British Female Solo Artist wurde bereits bei der Einführung der BPI Awards 1977 von der British Phonographic Industry (BPI) verliehen. Es handelt sich um einen Preis, der an weibliche Solokünstler aus dem Vereinigten Königreich vergeben wird.
Die Gewinner und Nominierten werden von einem Komitee bestehend aus über eintausend Mitgliedern gewählt. Das Wahlkomitee besteht aus verschiedenen Mitarbeitern von Plattenfirmen und Musikzeitschriften, Manager und Agenten, Angehörigen der Medien sowie vergangene Gewinner und Nominierte.
Am häufigsten gewann Annie Lennox, die den Award sechs Mal gewinnen konnte. Zwar gewann sie den Award als „Solokünstlerin“, doch entfielen streng genommen vier von den sechs Gewinnen auf ihre Zeit mit den Eurythmics. Am Häufigsten nominiert wurde sie mit neun Nominierungen ebenfalls. Zu Beginn gab es noch keine Kategorien für internationale Künstler. Daher wurde Randy Crawford 1982 als einzige US-amerikanische Künstlerin ausgezeichnet.
Der Award wurde letztmals 2021 vergeben, da man die Kategorie für den besten Künstler nun gender-neutral gestalten will, nachdem es Proteste gab, dass der non-binäre britische Singer-Songwriter Sam Smith bei den BRIT Awards 2021 nicht nominiert wurde.

## Übersicht
| Jahr | Gewinner        | Nominierte                                                               |
| ---- | --------------- | ------------------------------------------------------------------------ |
| 1977 | Shirley Bassey  | - Petula Clark - Cleo Laine - Dusty Springfield                          |
| 1982 | Randy Crawford  | - Sheena Easton - Toyah Willcox                                          |
| 1983 | Kim Wilde       | - Sheena Easton - Toyah Willcox - Mari Wilson                            |
| 1984 | Annie Lennox    | - Alison Moyet - Bonnie Tyler - Tracey Ullman - Toyah Willcox            |
| 1985 | Alison Moyet    | - Sade Adu - Annie Lennox - Tracey Ullman - Kim Wilde                    |
| 1986 | Annie Lennox    | - Sade Adu - Kate Bush - Alison Moyet - Bonnie Tyler                     |
| 1987 | Kate Bush       | - Sade Adu - Joan Armatrading - Jaki Graham - Kim Wilde                  |
| 1988 | Alison Moyet    | - Kate Bush - Samantha Fox - Sinitta - Kim Wilde                         |
| 1989 | Annie Lennox    | - Sade Adu - Mica Paris - Tanita Tikaram - Yazz                          |
| 1990 | Annie Lennox    | - Kate Bush - Mica Paris - Lisa Stansfield - Yazz                        |
| 1991 | Lisa Stansfield | - Betty Boo - Elizabeth Fraser - Dusty Springfield - Caron Wheeler       |
| 1992 | Lisa Stansfield | - Beverley Craven - Cathy Dennis - Annie Lennox - Zoë                    |
| 1993 | Annie Lennox    | - Tasmin Archer - Kate Bush - Siobhan Fahey - Lisa Stansfield            |
| 1994 | Dina Carroll    | - Beverley Craven - Gabrielle - PJ Harvey - Shara Nelson                 |
| 1995 | Eddi Reader     | - Kate Bush - Des’ree - Michelle Gayle - Lisa Stansfield                 |
| 1996 | Annie Lennox    | - Joan Armatrading - PJ Harvey - Shara Nelson - Vanessa-Mae              |
| 1997 | Gabrielle       | - Dina Carroll - Donna Lewis - Eddi Reader - Louise Redknapp             |
| 1998 | Shola Ama       | - Michelle Gayle - Beth Orton - Louise Redknapp - Lisa Stansfield        |
| 1999 | Des’ree         | - PJ Harvey - Hinda Hicks - Billie Myers - Billie Piper                  |
| 2000 | Beth Orton      | - Gabrielle - Geri Halliwell - Beverley Knight - Melanie C               |
| 2001 | Sonique         | - Sade Adu - Dido - PJ Harvey - Jamelia                                  |
| 2002 | Dido            | - Sade Adu - Sophie Ellis-Bextor - Geri Halliwell - PJ Harvey            |
| 2003 | Ms. Dynamite    | - Sophie Ellis-Bextor - Beverley Knight - Alison Moyet - Beth Orton      |
| 2004 | Dido            | - Sophie Ellis-Bextor - Jamelia - Annie Lennox - Amy Winehouse           |
| 2005 | Joss Stone      | - Natasha Bedingfield - PJ Harvey - Jamelia - Amy Winehouse              |
| 2006 | KT Tunstall     | - Natasha Bedingfield - Kate Bush - Charlotte Church - Katie Melua       |
| 2007 | Amy Winehouse   | - Lily Allen - Corinne Bailey Rae - Jamelia - Nerina Pallot              |
| 2008 | Kate Nash       | - Bat for Lashes - PJ Harvey - Leona Lewis - KT Tunstall                 |
| 2009 | Duffy           | - Adele - Estelle - M.I.A. - Beth Rowley                                 |
| 2010 | Lily Allen      | - Bat for Lashes - Florence and the Machine - Leona Lewis - Pixie Lott   |
| 2011 | Laura Marling   | - Cheryl - Paloma Faith - Ellie Goulding - Rumer                         |
| 2012 | Adele           | - Kate Bush - Florence and the Machine - Jessie J - Laura Marling        |
| 2013 | Emeli Sandé     | - Bat for Lashes - Jessie Ware - Paloma Faith - Amy Winehouse            |
| 2014 | Ellie Goulding  | - Birdy - Jessie J - Laura Marling - Laura Mvula                         |
| 2015 | Paloma Faith    | - Lily Allen - Ella Henderson - FKA Twigs - Jessie Ware                  |
| 2016 | Adele           | - Florence and the Machine - Jess Glynne - Laura Marling - Amy Winehouse |
| 2017 | Emeli Sandé     | - Anohni - Ellie Goulding - Lianne La Havas - Nao                        |
| 2018 | Dua Lipa        | - Paloma Faith - Laura Marling - Kae Tempest - Jessie Ware               |
| 2019 | Jorja Smith     | - Lily Allen - Anne-Marie - Florence + the Machine - Jess Glynne         |
| 2020 | Mabel           | - Charli XCX - Mahalia - Freya Ridings - FKA Twigs                       |
| 2021 | Dua Lipa        | - Celeste - Lianne La Havas - Arlo Parks - Jessie Ware                   |

## Statistik

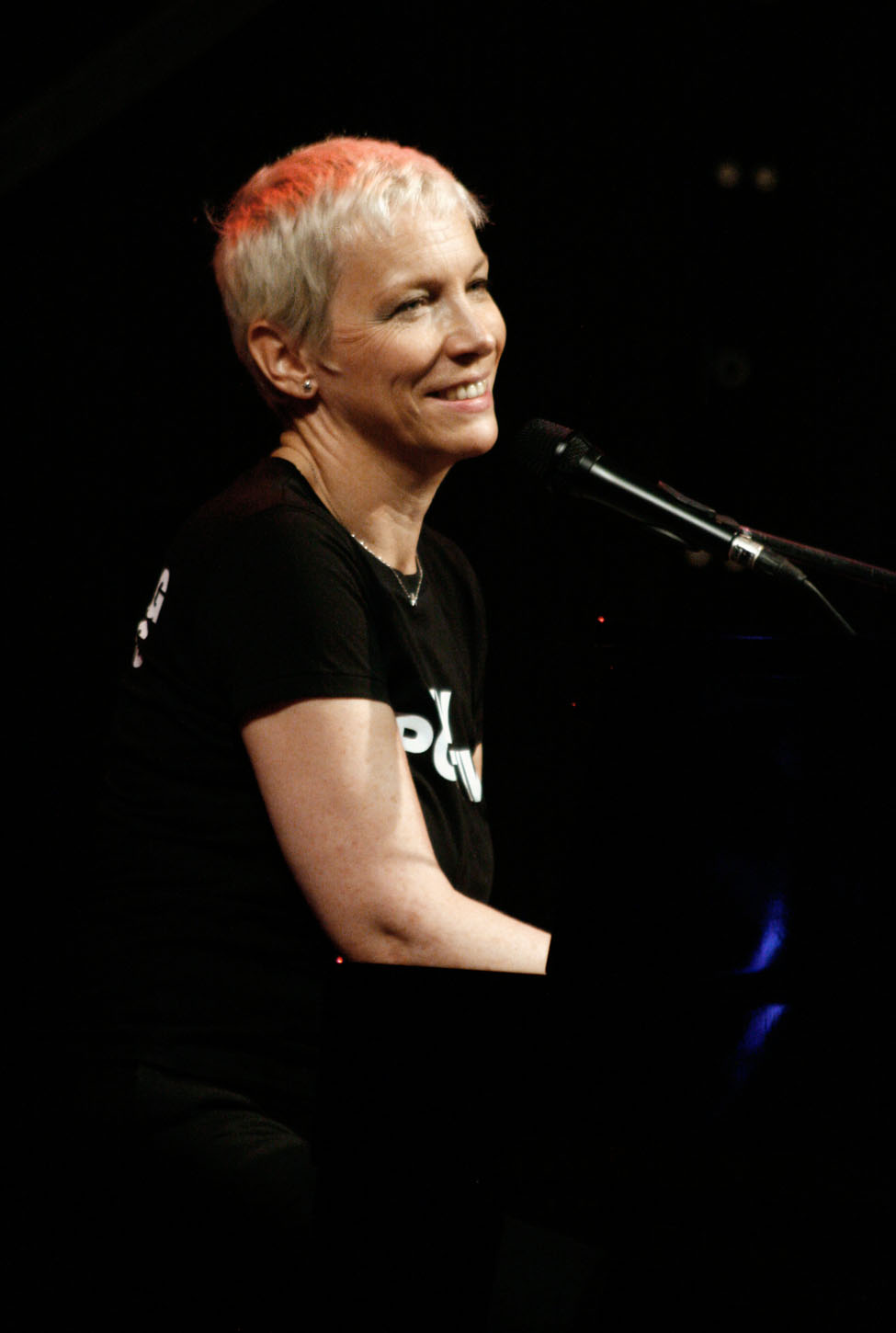
Annie Lennox gewann den Award sechs Mal und wurde neun Mal nominiert

| Awards | Artist          |
| ------ | --------------- |
| 6      | Annie Lennox    |
| 2      | Adele           |
| 2      | Dido            |
| 2      | Dua Lipa        |
| 2      | Alison Moyet    |
| 2      | Emeli Sandé     |
| 2      | Lisa Stansfield |